# Buziet
Buziet település Franciaországban, Pyrénées-Atlantiques megyében. Lakosainak száma 477 fő (2022. január 1.). Buziet Arudy, Buzy, Lasseubetat, Ogeu-les-Bains, Oloron-Sainte-Marie és Gan községekkel határos.

## Népesség
A település népességének változása:
| Lakosok száma | 460  | 504  | 493  | 502  | 484  | 480  | 476  | 474  | 476  | 477  |
|               | 2010 | 2013 | 2015 | 2016 | 2017 | 2018 | 2019 | 2020 | 2021 | 2022 |